# Gymnocladus chinensis
Gymnocladus chinensis är en ärtväxtart som beskrevs av Henri Ernest Baillon. Gymnocladus chinensis ingår i släktet Gymnocladus och familjen ärtväxter. Inga underarter finns listade i Catalogue of Life.